# 嶋田功
嶋田 功（しまだ いさお、1945年11月8日 - 2020年10月19日）は、北海道三石郡三石町（現・日高郡新ひだか町）出身の元騎手・元調教師。騎手時代はオークス通算5勝など牝馬限定競走で顕著な実績を残し、「牝馬の嶋田」「オークス男」等と称された。元騎手・元調教師の嶋田潤は実弟、元騎手の嶋田高宏は甥。
騎手の嶋田純次との血縁関係はない。

## 経歴
嶋田家は福井県からの入植で、父・福栄が入植三代目であった。嶋田は男3人女7人の10人兄弟で、上から5番目の三男として産まれる。
実家は後にプレクラスニー・タイセイアトムを輩出した「嶋田牧場」で、3歳から馬に跨がっており、揺りかご代わりにした馬の背で寝ていて泥田に落ちたこともあった。嶋田が育った時には馬だけではなく牛や羊も飼っていたが、長男の克昭の代からサラブレッドの生産牧場となった。
中学卒業後に上京して馬事公苑騎手養成長期課程へ入所し、修了後は父の同級生であった大塚牧場の大塚牧夫が薦めてくれたこともあり、1963年に東京・稲葉幸夫厩舎へ入門。1964年3月1日に騎手免許を取得してデビュー。同期には菅原泰夫・松田博資がおり、当時の表記は「島田功」であった。
同年3月1日の中山第4競走4歳40万下・ハヤカグラ（11頭中9着）で初騎乗を果たし、5月31日の東京第8競走アラブ4歳以上40万下・ハヤコマで初勝利を挙げる。この日は東京優駿が行われた日で、嶋田が初勝利を挙げたレースはダービー前の見習騎手戦であった。その後にはシンザンに騎乗した栗田勝の騎乗ぶりと表彰式を見て「いつか俺もきっと」と誓った。初年度は10勝に終わったが、2年目の1965年には牝馬のパナソニックで安田記念・七夕賞を勝利するなど大きく飛躍し、33勝を挙げて頭角を表す。快速で鳴らしたパナソニックは生涯16勝しているが、その内の10勝は嶋田が騎乗しており、この年は重賞2連勝を含む5連勝を記録するなど8勝を挙げている。その後も順調に勝利数を伸ばし、1968年には58勝を挙げて全国9位で初のベストテン入りを果たす。
1969年には東京優駿でタカツバキに騎乗し、当日は単勝支持率44.4%の1番人気に支持されるが、スタート直後の1周目スタンド前で落馬という散々な結果に終わった（優勝は6番人気のダイシンボルガード。大崎昭一騎乗）。嶋田は怪我こそ無かったものの、レース終了後の調整ルームで一人泣いていた。後に嶋田は「リーディングジョッキーの地位も要らない。1000勝も要らない。俺は絶対ダービージョッキーになってやる！と思った」と語っている。
弟・潤がデビューした1970年からは戸籍どおり「嶋田」表記となり、1971年にはナスノカオリで桜花賞に優勝し、八大競走・クラシック競走初制覇。1972年にはタケフブキで優駿牝馬を勝つなど関東リーディングの首位を走っていたが、9月末の落馬事故により頭蓋骨骨折などの重傷を負って一時意識不明の重体となる。日刊競馬のトラックマンが他社の友人と病院に見舞ったが、「面会謝絶」の張り紙で引き返した。騎手生命を危ぶまれた事故であったが、4ヶ月半が経過した1973年2月に戦列へ復帰。5月にナスノチグサで優駿牝馬連覇を果たすと、タケホープに跨がった翌週の東京優駿ではハイセイコーを破って優勝した。競走前には「ハイセイコーが四ツ脚ならタケホープも四ツ脚だよ」と発言し、当初は負け惜しみの冗談として受け取られたが、優勝したことで逸話として語られるようになった。この時、ハイセイコーのファンであった嶋田の息子が「ハイセイコーが負けちゃった。どうしてママ」と母親（＝嶋田の妻）に泣き付いたという話も伝えられている。タカツバキ事件の雪辱を果たしたが、10月の調教中に落馬して右脛を骨折、再度の長期療養となった。タケホープでの菊花賞臨戦直前の出来事であり、同馬には武邦彦が代打騎乗で勝利を収めているが、嶋田は病院でのテレビ観戦となった。ナスノチグサのビクトリアカップも増沢末夫に乗り替わったが、4ヶ月の療養を経て1974年に復帰。
復帰後は5月5日にタケホープで天皇賞（春）を制覇、2週間後にはトウコウエルザで史上初・前人未到の優駿牝馬3連覇を達成。同一クラシック競走の3連覇は、1958年～1960年に皐月賞を3連覇した渡辺正人以来の快挙であった。夏はナスノチグサで新潟記念をレコード勝ちし、秋はトウコウエルザでビクトリアカップを制す。1975年3月21日の中山第8競走で発走直前に他馬が暴れて嶋田の騎乗馬に衝突し、嶋田は左膝の靱帯断裂で3度目の休養を余儀なくされる。4連覇のかかった優駿牝馬には騎乗できなかったが、日刊競馬のインタビュー企画に応えている。当時、北海道・福島・新潟ではメインレースしか発売していなかったため、メインレースだけで4ページの場外版を発行していたが、場外版の企画『嶋田功のオークスインタビュー』で嶋田は「自分なら一番乗りやすそうなカバリダナーに乗りたい」と語っている。復帰後の京王杯AHでは8頭中6番人気のナスノチグサで制し、8番人気で1歳下のオークス馬トウコウエルザが2着に突っ込み、『オークス馬同士で枠連万馬券』という珍事を起こしている。1976年はテイタニヤで牝馬クラシック二冠を制し、秋にはアイフルで天皇賞（秋）にも優勝。オークスは怪我で1年空いたものの、騎乗機会4連勝という凄まじさで東京競馬記者クラブ賞特別賞を受賞。その後は1981年にテンモンで優駿牝馬5勝目を挙げ、1982年にはビクトリアクラウンでエリザベス女王杯を制し、1985年からはフリーとなる。
現役時は競馬が終わると中華料理や肉などカロリーの高い食事を取り、焼肉も3、4人前は平気で、週末までに5～6kgの減量はざらであった。平日は朝の調教を終えて食事をし、厩舎で仕事をして、走って、風呂に入って、夕食を取るという生活スタイルで、1日2食であった。あくびをすれば顎がつってしまうほどの減量に堪え、騎手生活の晩年まで30勝前後を挙げる安定した成績を保っていたが、1988年に体力の限界を理由に騎手引退を発表。2月28日の東京第9競走バイオレット賞をアイビートウコウで制し、最後の騎乗を勝利で飾った。通算7327戦951勝。
引退後は調教師に転身し、1989年に厩舎を開業。1年目の同年は3月5日の中山第8競走4歳以上400万下・ダビンチ（16頭中10着）で初出走を果たすと、同日の弥生賞ではアクアビット（16頭中5着）で重賞初出走も果たす。アクアビットでは同25日の中山第10競走もくれん賞で初勝利を挙げ、皐月賞（20頭中10着）でGI初出走も果たしたほか、木幡初広から柴田政人に乗り替わったニュージーランドトロフィー4歳ステークスで調教師として重賞初勝利を挙げた。9月にはセントライト記念にスダビートを岡部幸雄騎乗で出走させ、サクラホクトオーの2着で菊花賞の優先出走権を獲得し、本番は柴田に乗り替わって8着であった。暮れのダービー卿チャレンジトロフィーでは自身最後の騎乗勝利馬アイビートウコウで勝利し、初年度に重賞2勝を含む21勝をマーク。これは新規開業年度としての最多勝記録となった。2年目の1990年にはワカタイショウが中山大障害（秋）を制すなど20勝を挙げ、2年連続で関東の優秀調教師賞を受賞。3年目の1991年まで3年連続20勝台、1994年まで6年連続2桁勝利を記録したが、1989年と1991年の21勝が最高成績となった。1991年はアラブのアフェクトダンサーがレコード勝ち3つを含む7連勝を達成し、サラブレッドとの対戦となったテレビ東京賞3歳牝馬ステークスでは3番人気に推されるもディスコホールから遅れること0.7秒差の6着に終わったが、JRA賞最優秀アラブを受賞した。アスカクラウンでは1992年のステイヤーズステークスでアイルトンシンボリの3着、1993年のダイヤモンドステークスではマチカネタンホイザの2着に入る。1993年には川島正行調教師の「中央でも重賞を勝てるでしょう」という言葉でキタサンテイオーが転厩してくるが、移籍初戦スプリングステークスの直前に左前トウ骨に骨膜が出て回避し、長い休養に入り中央デビューが遅れてしまう。デビューとなった1994年7月17日の新潟第11競走朱鷺ステークスはマザートウショウとエヌティウイナーが競り合い33秒2のハイペースとなり、キタサンテイオーは中舘英二騎乗で離れた3番手集団を進んだが、1分20秒7のレコードタイムで差し切ったメジロカンムリに半馬身差の2着に敗れた。レコード駆けから0.1秒差の2着で、川島の「中央でも重賞を勝てるでしょう」という言葉通りの力は示したはずであったが、中央では1995年6月24日の福島第11競走阿武隈ステークスが唯一の勝利であった。1勝2着2回に終わり、1998年7月19日の新潟第11競走朱鷺ステークス7着を最後に引退。1995年と1998年は共に8勝に終わったが、1996年〜1997年には2年連続、1999年〜2005年には7年連続で2桁勝利を記録。2003年にはダイワデュールが東京ハイジャンプを制して13年ぶりの重賞制覇を挙げるが、自身最後の重賞勝利となった。2桁も2005年の10勝が最後となり、晩年は勝ち星に恵まれず、2012年4月14日の福島第7競走4歳以上500万下・サマーコードが最後の勝利となった。11月18日の福島第1競走2歳未勝利・ミスティー（16頭中16着）、東京第4競走障害3歳以上未勝利・スーパーティチャー（14頭中4着）が最後の出走となったが、スーパーティチャーは「前走早仕掛けで4着。障害未勝利戦なら勝つ力はある」と記者に語るほど力を込めていた。同20日をもって、定年を待たず66歳で調教師を勇退。
勇退後も毎朝起きると、髭を剃り、体重計に乗るのが日課であった。東京都中央区築地の自宅から毎日2時間歩き、地下鉄に乗って散歩するのを楽しんでいた。築地の自宅は日刊スポーツ新聞社東京本社から徒歩数分のところにあり、玄関にはトロフィーと家族の写真を飾っていた。冷蔵庫の野菜室には1週間分、自らが調理した野菜料理が入っており、取材で訪れた記者にとろろ昆布がけの温野菜を振る舞った。晩年は飯塚好次・大西直宏と共に競馬予想会社「ワールド」に在籍していたが、2020年10月19日午前、港区内で死去。74歳没。警視庁では自殺の可能性が高いとみて捜査している。

## 特徴・エピソード
- 「牝馬の嶋田」の異名の通り、史上最多記録であるオークス5勝を筆頭に、エリザベス女王杯の前身ビクトリアカップも含めて、騎手生活中に施行されていた牝馬限定の大競走は全て制した。甘いルックスで「腕相撲をすると女房にも負けちゃうんです」と笑い[2]、端正な顔立ちで女性からの人気も高く、41歳のときに雑誌の読者投票で「グッドルッキングジョッキー」の第2位に選ばれている[20]。「牝馬の嶋田」以外には「東京2400mのスペシャリスト」とも呼ばれ、「嶋田功専用走路がある」という冗談が言われたほどであった。
- 度重なる落馬がなければ通算1000勝は確実であり、リーディングジョッキー獲得も有り得る騎手であったと評される。文筆家の寺山修司は「落馬事故がなければ、嶋田はとっくにリーディングジョッキーになっていた男である」[21]、競馬ライターの江面弘也は「落馬事故が少なければ楽に1000勝に到達できただろうし、もっと多くのビッグレースに勝ち、リーディングジョッキーにも手が届いていたかも知れない」と評している。数々の騎乗馬の中ではグリーングラス、タケホープなどを最強馬として挙げているが[22]、牝馬に限れば、台風による被災で早期引退を余儀なくされたテンモンと断言しており、「無事ならトウメイより上」と語っている[22]。
- インコースを巧みに突く騎乗を、柴田政人は「厳しい競馬をする騎手だった」と評し、安田富男は「復帰すると、周囲に怖がっていると思われないよう、わざと狭いところに馬を入れていた」と述懐した[2]。
- あるレースで準OP馬クラセンプーに騎乗した際、先行して直線に入る時に手綱が切れたことがあったが、嶋田は慌てず騒がず片手でタテガミをつかみ、一方の手で手綱をリングに結び付け、結び終えると必死に追い上げた[6]。当時の厩舎社会は徒弟制が色濃く残り、騎手出身の調教師が騎手を褒めることなど稀な時代であったが、管理していた仲住芳雄調教師は感に堪えかねて「あいつは凄いなあ」と唸った[6]。

## 通算成績

### 騎手成績
| 通算成績 | 1着 | 2着 | 3着 | 騎乗数 | 勝率 | 連対率 |
| -------- | --- | --- | --- | ------ | ---- | ------ |
| 平地     | 951 | 869 | 795 | 7324   | .130 | .248   |
| 障害     | 0   | 1   | 0   | 3      | .000 | .333   |
| 計       | 951 | 870 | 795 | 7327   | .130 | .249   |

|            | 日付          | 競馬場・開催  | 競走名                         | 馬名           | 頭数 | 人気 | 着順 |
| ---------- | ------------- | ------------- | ------------------------------ | -------------- | ---- | ---- | ---- |
| 初騎乗     | 1964年3月1日  | 2回中山4日4R  | 4歳40万円以下                  | ハヤカグラ     | 11頭 | 11   | 9着  |
| 初勝利     | 1964年5月31日 | 5回東京4日8R  | アラブ4歳以上40万円以下        | ハヤコマ       | 7頭  | 1    | 1着  |
| 重賞初騎乗 | 1965年2月21日 | 2回東京2日9R  | 京王杯スプリングハンデキャップ | パナソニツク   | 12頭 | 4    | 3着  |
| 重賞初勝利 | 1965年6月6日  | 4回東京6日9R  | 安田記念                       | パナソニツク   | 10頭 | 3    | 1着  |
| GI級初騎乗 | 1966年5月22日 | 4回東京8日10R | 優駿牝馬                       | ウインジエスト | 16頭 | 14   | 12着 |
| GI級初勝利 | 1971年4月18日 | 2回阪神8日8R  | 桜花賞                         | ナスノカオリ   | 25頭 | 1    | 1着  |

- 全国リーディング最高5位（1978年48勝、1979年51勝、1982年58勝）

#### 主な騎乗馬
※括弧内は嶋田騎乗時の優勝重賞競走。太字はGI級競走（安田記念除く）。
- パナソニック（1965年安田記念・七夕賞）
- アマノガワ（1968年クモハタ記念、1969年関屋記念・新潟記念）
- ナスノカオリ（1971年桜花賞・サンスポ賞4歳牝馬特別）
- タケフブキ（1972年優駿牝馬）
- ナスノチグサ（1973年優駿牝馬、1974年新潟記念、1975年京王杯オータムハンデキャップ）
- タケホープ（1973年東京優駿、1974年天皇賞 (春)）
- トウコウエルザ（1974年優駿牝馬・ビクトリアカップ・クイーンステークス）
- テイタニヤ（1976年桜花賞・優駿牝馬・クイーンカップ）
- アイフル（1976年天皇賞 (秋)、1976年・1977年アルゼンチン共和国杯、1977年中山記念）
- グリーングラス（1977年日本経済賞）
- ビンゴガルー（1978年朝日杯3歳ステークス）
- テンモン（1980年朝日杯3歳ステークス、1981年優駿牝馬・京成杯）
- ビクトリアクラウン（1981年新潟3歳ステークス、1982年エリザベス女王杯・クイーンカップ・クイーンステークス）
- ホスピタリテイ（1982年セントライト記念）
- タカラテンリュウ（1983年東京新聞杯・ダイヤモンドステークス・毎日王冠）
- マウントニゾン（1987年目黒記念・ステイヤーズステークス）
- シノクロス（1987年京成杯3歳ステークス・テレビ東京賞3歳牝馬ステークス）

その他
- スリージャイアンツ
- タケデンバード
- ダスゲニー
- プリテイキャスト
- ヤマトキヨウダイ
- ロングエース

## 調教師成績
|            | 日付          | 競馬場・開催  | 競走名                                  | 馬名         | 頭数 | 人気 | 着順 |
| ---------- | ------------- | ------------- | --------------------------------------- | ------------ | ---- | ---- | ---- |
| 初出走     | 1989年3月5日  | 2回中山4日8R  | 4歳上400万下                            | ダビンチ     | 16頭 | 15   | 10着 |
| 初勝利     | 1989年3月25日 | 3回中山1日10R | もくれん賞                              | アクアビット | 16頭 | 5    | 1着  |
| 重賞初出走 | 1989年3月5日  | 2回中山4日11R | 弥生賞                                  | アクアビット | 16頭 | 13   | 5着  |
| 重賞初勝利 | 1989年6月4日  | 3回東京6日11R | ニュージーランドトロフィー4歳ステークス | アクアビット | 16頭 | 7    | 1着  |
| GI初出走   | 1989年4月16日 | 3回中山8日10R | 皐月賞                                  | アクアビット | 20頭 | 9    | 10着 |

- 優秀調教師賞（関東）2回（1989年、1990年）

### 主な管理馬
- アクアビット（1989年ニュージーランドトロフィー4歳ステークス）
- アイビートウコウ（1989年ダービー卿チャレンジトロフィー）
- ワカタイショウ（1990年中山大障害・秋）
- ダイワデュール（2003年東京ハイジャンプ）

## 主な厩舎所属者
※太字は門下生。括弧内は厩舎所属期間と所属中の職分。
- 高市圭二（1990年-1996年 調教助手）
- 小島茂之（1993年-1994年 厩務員）
- 谷中公一（1997年-1998年 騎手）